# Diego Martelli

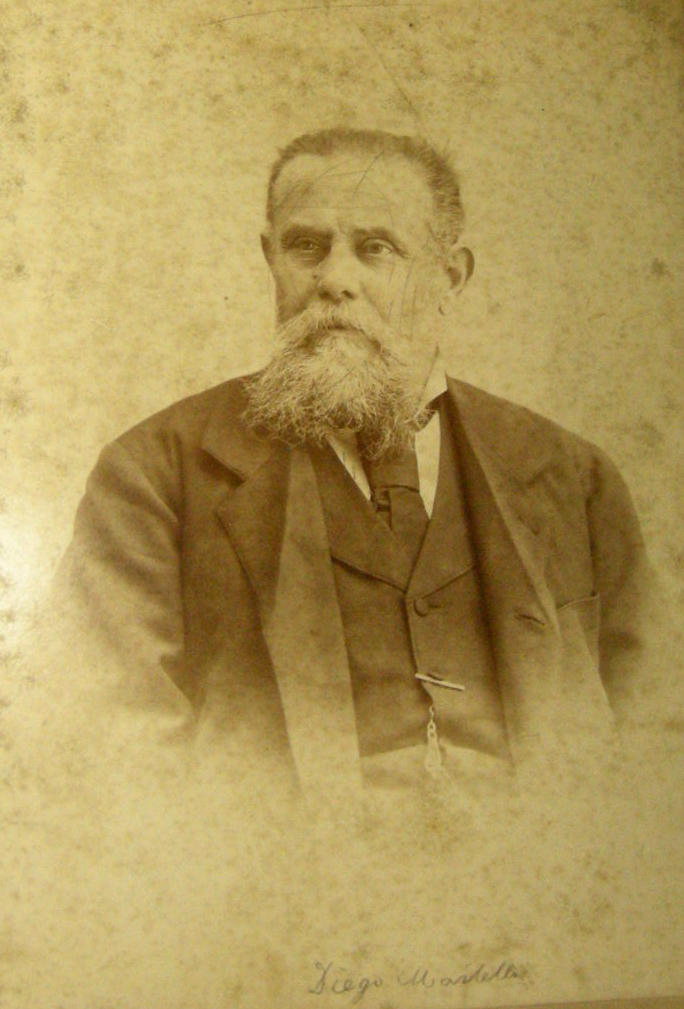
Diego Martelli

Diego Martelli (* 29. Oktober 1839 in Florenz; † 20. November 1896 ebendort) war ein italienischer Kunstkritiker und Mäzen. Er war einer der ersten Anhänger des französischen Realismus in Italien und unterstützte und vereinte die Macchiaioli, indem er sie auf seinem Landgut in Castiglioncello beherbergte.

## Leben

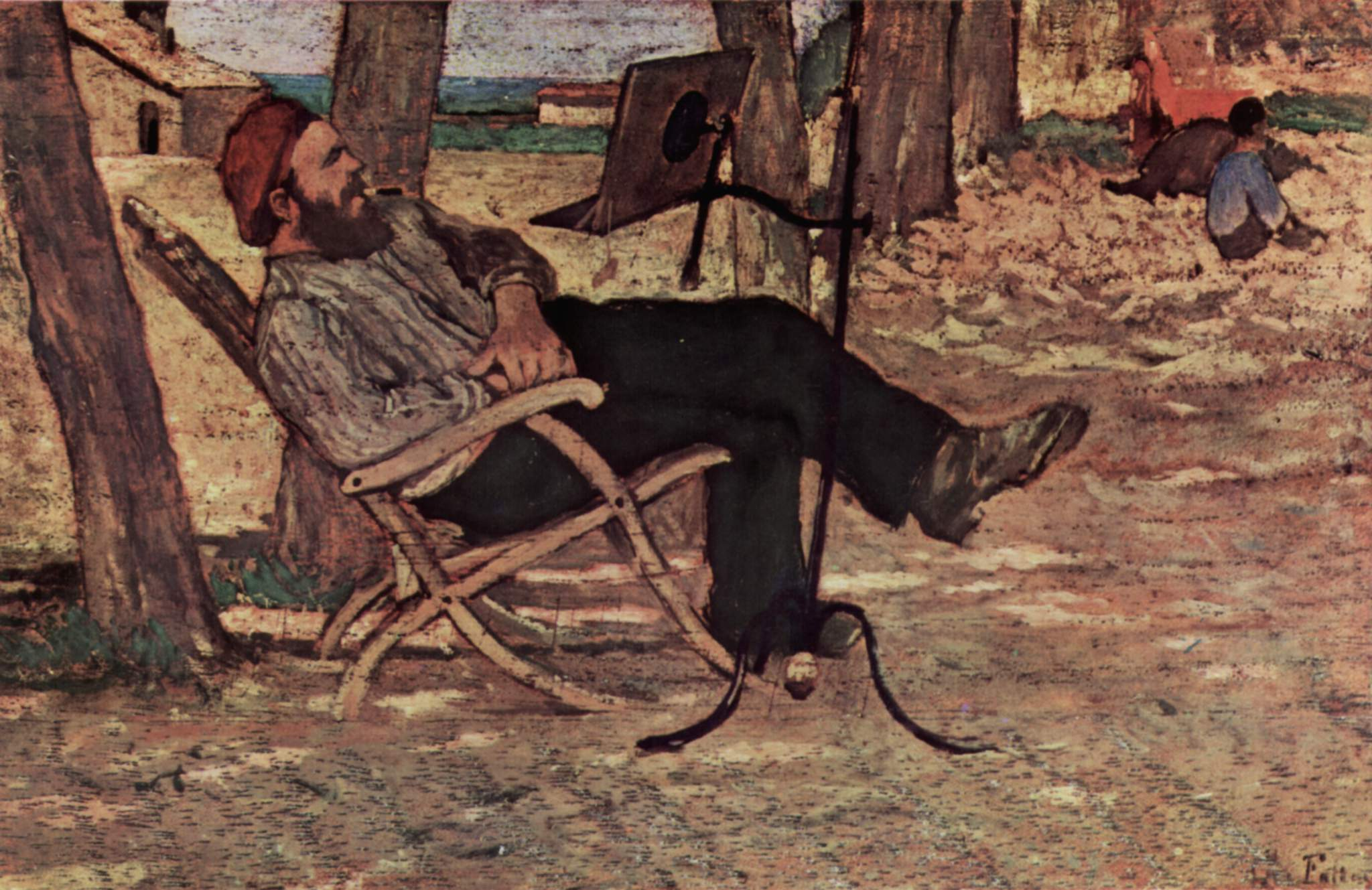
Diego Martelli in Castiglioncello, Giovanni Fattori

Diego Martelli war der Sohn von Carlo Martelli, einem Eisenbahningenieur aus Prato, und Ernesta Mocenni. Bis 1865 lebte er zeitweise in einer Villa in Capannoli, die er zusammen mit dem Bauernhof von seinem Onkel Andrea Bernardi, einem Pisaner Patrizier, geerbt hatte. Der Hof und die Villa wurden nach einem finanziellen Zusammenbruch, zum Leidwesen seiner Mutter, an Rutilio Orlandini verkauft.
1861 erbte er ein großes Grundstück in der Nähe von Castiglioncello und beschloss, sich dort mit seinem Freund Giuseppe Abbati niederzulassen. Er begann, Freunde einzuladen, die im Caffè Michelangiolo in Florenz verkehrten, wo sich die Macchiaioli zu treffen pflegten. Mit ihrer Unterstützung und theoretischen Beratung wurde Diego Martelli zum kulturellen Bezugspunkt der Bewegung, so dass um seine Person die sogenannte Schule von Castiglioncello entstand. Wie man an den zahlreichen Gemälden der Künstler erkennen kann, war Castiglioncello zu jener Zeit ein kleines Fischer- und Bauerndorf.
Zusammen mit Adriano Cecioni und Telemaco Signorini gründete er 1867 den Gazzettino delle arti del disegno und 1873 den Giornale artistico, Zeitschriften, die der Verbreitung künstlerischer Ideen dienten.
Martelli unternahm mehrere Reisen nach Paris, wo er mit dem kulturellen Umfeld der Stadt in Kontakt kam, insbesondere mit den Impressionisten, deren Anhänger er wurde. Im Jahr 1879 besuchte er die Ausstellung der Impressionisten und berichtete Giovanni Fattori: „Zu den beliebtesten Ausstellern gehören Monet, Caillebotte und Pissarro.“

„Diego Martellis Leben war letztlich der Kunst gewidmet. Nicht mit Pinsel oder Meißel in der Hand, sondern aus der Sicht von jemandem, der seine Position als Berater, Experte, Kritiker, Gelehrter, mit einer starken Neugier, Menschen und Werke kennenzulernen und zu verstehen, für gerechtfertigt hielt. Es ist kein Zufall, dass er viele der Künstler, die einen Großteil der Kunst des 19. Jahrhunderts (nicht nur in der Toskana) erneuerten, verstand, unterstützte, sogar moralisch förderte und beherbergte. Ein weitsichtiges Mäzenatentum, das ihn als Kritiker, aber auch als Kaufmann in seinen Absichten und seiner Hartnäckigkeit in die Nähe von Paul Durand-Ruel rückt, einem großen Förderer der französischen Impressionisten, den Martelli selbst sehr schätzte.“

Er stand mehreren Malern der Macchiaioli und auch Degas Modell.
Gegen Ende des Jahrhunderts ging sein Anwesen in Castiglioncello in den Besitz des Barons Patrone über. Dieser ließ die bestehenden Gebäude abreißen, um seine eigene Residenz zu errichten, die heute als Castello Pasquini bekannt ist.

## Archiv
Die Biblioteca Marucelliana besitzt die Sammlung Martelli, die 1897 durch ein Vermächtnis übertragen, geordnet und inventarisiert wurde. Sie umfasst 573 Bände, 55 Manuskripte und ca. 5000 Briefe zu literarischen, künstlerischen und politischen Themen, die chronologisch geordnet sind. Unter den Manuskripten, die nach Autoren und Titeln geordnet sind, befinden sich die sogenannten „Memorie foscoliane“, darunter die Florentiner Bibliothek von Ugo Foscolo und Schriften zu Foscolos Werken.
Weitere Dokumente zu Diego Martelli befinden sich in Rom im „Nuovo Archivio dei Macchiaioli - Istituto di studi storici per la conoscenza dell'arte toscana del XIX secolo“ aufbewahrt, das 1992 gegründet wurde, um die von Dario Durbé, einem Experten für die Macchiaioli und die toskanische Kunst des 19. Jahrhunderts, gesammelten Dokumente zu verwalten.